# 1823 في المملكة المتحدة
فيما يلي قوائم الأحداث التي وقعت خلال عام 1823 في المملكة المتحدة.

## سياسة

### تعيين في المنصب
- 31 يناير – فريديريك روبنسون مستشار الخزانة.

### انتهاء فترة المنصب
- 1 يناير – ويليام هيرشل President of the Royal Astronomical Society [الإنجليزية]‏.
- 21 فبراير – فريديريك روبنسون رئيس مجلس التجارة [الإنجليزية]‏.

## ظهور
- 1 يناير – ذا لانسيت مجلة.

## مواليد

### يناير
- 1 يناير – روبرت هنتر
- 8 يناير – ألفرد راسل والاس

### فبراير
- 23 فبراير – جون براكستون هيكس

### مايو
- 12 مايو – جون راسل هند عالم فلك من المملكة المتحدة.

## وفيات

### يناير
- 19 يناير – وليم لامتون (مواليد 1756)
- 27 يناير – إدوارد جينر (مواليد 1749)

### فبراير
- 7 فبراير – آن رادكليف (مواليد 1764)

### أبريل
- 28 أبريل – آرون أروسميث (مواليد 1750)

### سبتمبر
- 11 سبتمبر – دافيد ريكاردو (مواليد 1772)

### أكتوبر
- 30 أكتوبر – إدموند كارترايت (مواليد 1743)